# William McKinley
William McKinley (Niles, 29 de janeiro de 1843 – Buffalo, 14 de setembro de 1901) foi um político norte-americano. Foi presidente dos Estados Unidos de 4 de março de 1897 até ao seu assassinato em 14 de setembro de 1901. McKinley levou o país a vitória na Guerra Hispano-Americana, aumentou as taxas alfandegárias para proteger a indústria e manteve o padrão-ouro para rejeitar propostas inflacionárias. Apesar da sua administração ter sido encurtada pela sua morte, a sua presidência marcou o começo de um período de domínio do Partido Republicano que duraria trinta anos.
McKinley foi o último presidente a ter lutado na Guerra de Secessão, começando como um soldado no Exército da União e terminando como major. Após a guerra, estabeleceu-se em Canton, Ohio, trabalhando como advogado e casando-se com Ida Saxton. Em 1876, foi eleito para o Congresso, tornando-se um especialista Republicano em taxas alfandegárias. A sua Tarifa McKinley, em 1890, foi controversa, que, junto com uma reconfiguração dos distritos eleitorais (gerrymandering) do Partido Democrata com a intenção de tirá-lo do cargo, levou à sua derrota para os Democratas, no mesmo ano. Foi eleito governador de Ohio entre 1891 e 1893, moderando-se entre interesses capitalistas e interesses dos trabalhadores. Com a ajuda do seu conselheiro Mark Hanna, McKinley conseguiu a indicação Republicana para presidente em 1896, no meio de uma crise financeira. Derrotou William Jennings Bryan em campanha em que defendeu o padrão-ouro e prometeu que altas tarifas iriam restaurar a prosperidade.
O rápido crescimento económico marcou a presidência de McKinley. Aprovou o Ato Dingley, em 1897 para proteger trabalhadores de manufaturas e fábricas da competição externa, e em 1900, conseguiu aprovar o Ato Padrão-Ouro. McKinley esperava convencer a Espanha a garantir a independência de Cuba sem conflitos, porém, quando as negociações falharam, os Estados Unidos da América atacaram as colónias espanholas em Porto Rico, Guam e Filipinas; Cuba tinha recebido a promessa de independência, mas ficou sob o controle do Exército dos Estados Unidos. Em 1898, os Estados Unidos anexaram a independente República do Havaí e transformaram-na num território.
McKinley derrotou Bryan, novamente, na eleição de 1900 numa campanha focada no imperialismo, prosperidade e prata livre. O presidente McKinley foi assassinado em setembro de 1901 pelo anarquista Leon Czolgosz, sendo sucedido pelo seu vice-presidente Theodore Roosevelt. Sendo o terceiro presidente a ser morto enquanto no cargo (num espaço de trinta anos), o Congresso dos Estados Unidos resolveu agir e autorizou o Serviço Secreto a começar a proteger os presidentes dali em diante. Muitos académicos consideram que a presidência de McKinley iniciou a chamada "Era Progressista". No geral, ele é avaliado por historiadores modernos como um bom presidente.

## Biografia
McKinley nasceu na cidade de Niles, no estado de Ohio, sendo o sétimo de nove irmãos. Seus pais, William e Nancy (Allison) McKinley, tinham ascendência escocesa. McKinley frequentou escolas públicas, a Academia Polonesa, e chegou a ingressar no Allegheny College, mas adoeceu e teve de voltar para casa. Em 23 de junho de 1861, no início da Guerra Civil Americana, McKinley alistou-se no exército do Norte, como soldado no 23º Regimento Voluntário de Infantaria de Ohio. Foi promovido a capitão e major do mesmo regimento em setembro de 1865.
Após a guerra, McKinley frequentou a Escola de Direito de Albany, no estado de Nova Iorque, obtendo registro de advogado em  1867. Exerceu a advocacia na cidade de Canton, em Ohio. Foi promotor de justiça público no Condado de Stark, em Ohio, de 1869 a 1871. Entrou para a política e foi eleito deputado pelo Partido Republicano, para o Congresso dos Estados Unidos, com mandatos de 1877 a 1883. No parlamento, presidiu a Comissão de Revisão Legal. Chegou a exercer o quarto mandato até 1884, quando perdeu a vaga para Jonathan H. Wallace, que contestou a eleição de McKinley na Justiça e ganhou a causa. McKinley novamente voltou a ser eleito deputado mais três vezes e presidiu a Comissão de Vias e Obras. Em 1890, foi o autor da impopular Tarifa McKinley.
McKinley concorreu ao oitavo mandato em 1890, mas perdeu. Foi delegado nas Convenções Republicanas de 1884, 1888 e 1892. Foi candidato a governador de Ohio em 1891, vencendo e sendo reeleito em 1893. Ficou no cargo até janeiro de 1896.

### Presidência

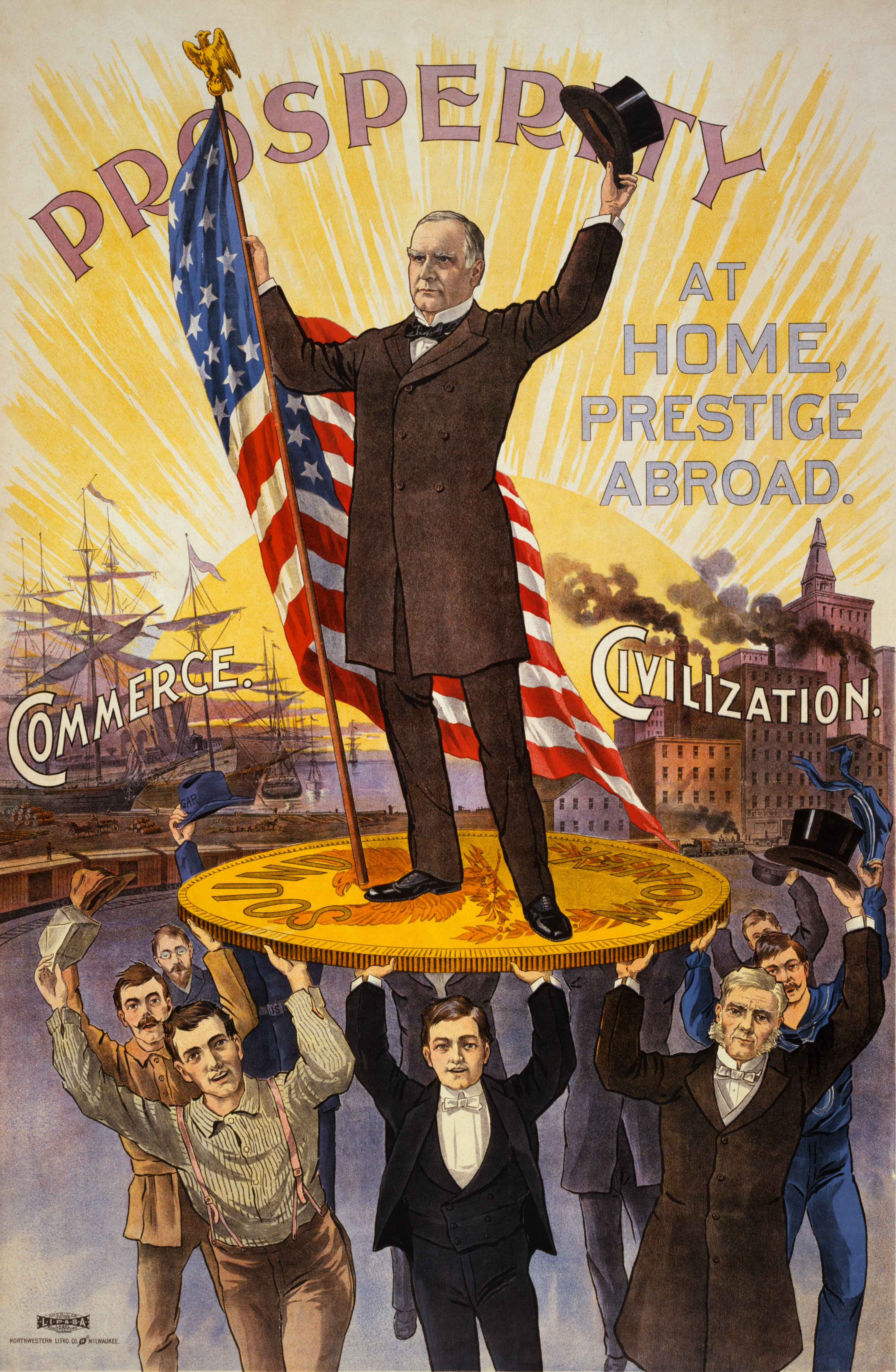
Cartaz da campanha de William McKinley, 1896

William McKinley foi eleito presidente dos Estados Unidos em 1896, derrotando William Jennings Bryan.
Em 1898, McKinley lançou no país a era trust-busting (guerra aos monopólios) indicou vários senadores e seu ex-vice-governador Andrew L. Harris para a Comissão Industrial dos Estados Unidos. Mais tarde, o relatório da comissão para Theodore Roosevelt deitaria as bases para os ataques de Roosevelt aos trustes e "malfeitores de grande riqueza"
McKinley liderou os Estados Unidos na Guerra Hispano-Americana, conquistando o controle sobre as colônias espanholas das Filipinas, Cuba e Porto Rico. Apesar da oposição interna, a gestão McKinley levou os Estados Unidos à era do Neo-imperialismo.
Ele foi reeleito em 1900, novamente derrotando Bryan.

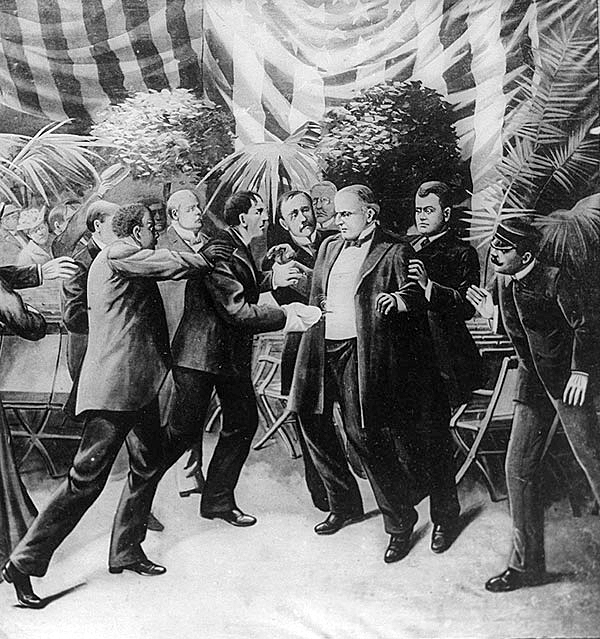
Leon Czolgosz atira no Presidente McKinley com um revólver escondido.

### Gabinete
Quando McKinley se tornou presidente, ele convocou o Congresso para uma sessão especial para aprovar a mais alta tarifa da história. Neste clima amistoso, associações industriais se desenvolveram em um ritmo sem precedente. Os jornais caricaturaram McKinley como menininho conduzido pela "Babá" Hanna, o representante dos trustes.
| Gabinete                  | Nome               | Datas     |
|                           |                    |           |
| Presidente                | William McKinley   | 1897–1901 |
| Vice-Presidente           | Garret Hobart      | 1897–1899 |
|                           | Theodore Roosevelt | 1901      |
|                           |                    |           |
| Secretário de Estado      | John Sherman       | 1897–1898 |
|                           | William R. Day     | 1898      |
|                           | John Hay           | 1898–1901 |
| Secretário do Teasouro    | Lyman J. Gage      | 1897–1901 |
| Secretário da Guerra      | Russell A. Alger   | 1897–1899 |
|                           | Elihu Root         | 1899–1901 |
| Procurador-Geral          | Joseph McKenna     | 1897–1898 |
|                           | John W. Griggs     | 1898–1901 |
|                           | Philander C. Knox  | 1901      |
| Chefe dos Correios        | James A. Gary      | 1897–1898 |
|                           | Charles E. Smith   | 1898–1901 |
| Secretário da Marinha     | John D. Long       | 1897–1901 |
| Secretário do Interior    | Cornelius N. Bliss | 1897–1899 |
|                           | Ethan A. Hitchcock | 1899–1901 |
| Secretário da Agricultura | James Wilson       | 1897–1901 |

### Nomeações para a Suprema Corte
McKinley indicou os seguintes juízes para a Suprema Corte dos EUA:
- Joseph McKenna - 1898.

## Assassinato
McKinley foi vítima de um atentado executado por Leon Czolgosz em 6 de setembro de 1901, durante visita à Exposição Panamericana em Buffalo, no estado de Nova Iorque, vindo a falecer oito dias depois. Foi o terceiro presidente dos EUA a ser assassinado, os outros dois presidentes foram Abraham Lincoln em 1865 e James A. Garfield em 1881.